# 海安县 (开皇)
海安县，中国古县名，在今广东省江门市境。
南陈时为齐安郡的齐安县。590年代隋灭南陈，废齐安郡。开皇十八年（598年），改名海安县，属高凉郡。县治在今广东省恩平市北。唐朝武德四年（621年），平萧铣。置高州都督府，管高州等州。海安县属高州。次年（622年），复为齐安县。后改名为恩平县。